# De ogen in de muur
De ogen in de muur is een stripalbum dat voor het eerst is uitgegeven in mei 2003 met Edmond Baudoin, Céline Wagner als schrijvers en tekenaars. Deze uitgave werd uitgegeven door Dupuis in de collectie vrije vlucht.